# Copas Regionales de Alemania 2020-21
La Verbandspokal 2020-21 (español: Copas Regionales de Asociación 2020-21) constó de veintiuna competiciones de copa regionales, la Verbandspokal es la competencia clasificatoria para la DFB-Pokal 2021-22.
Todos los clubes de la 3. Liga y más abajo podían ingresar a la Verbandspokale regional, sujeto a las reglas y regulaciones de cada región. Los clubes de la Bundesliga y 2. Bundesliga no pudieron entrar, sino que se clasificaron directamente para la primera ronda de la DFB-Pokal. Los equipos de reserva no podían participar en la DFB-Pokal o el Verbandspokale. La asociación regional de fútbol que la organiza establece las reglas precisas de cada Verbandspokal regional.
Los veintiún ganadores se clasificaron para la primera ronda de la Copa de Alemania en la siguiente temporada. Tres clubes adicionales también se clasificaron para la primera ronda de la Copa de Alemania, que son de las tres asociaciones estatales más grandes, Baviera, Westfalia y Baja Sajonia. La Copa de Baja Sajonia se dividió en dos caminos, uno para los equipos de 3. Liga y Regionalliga Nord y uno para los equipos de las ligas inferiores. Los ganadores de ambos caminos calificaron para la DFB-Pokal.
Las finales de las competiciones Verbandspokal, estaban programadas originalmente para el 29 de mayo de 2021, debido a la pandemia de COVID-19 en Alemania algunas se cancelaron antes del final de temporada.

## Competiciones
Las finales de las competiciones Verbandspokal 2020-21 (los ganadores figuran en negrita):
| Copa                                                                                           | Fecha               | Ciudad             | Equipo 1                   | Resultado    | Equipo 2                 |
| ---------------------------------------------------------------------------------------------- | ------------------- | ------------------ | -------------------------- | ------------ | ------------------------ |
| Copa de Baden (temporada 2020-21)                                                              | 29 de mayo de 2021  | Pforzheim          | Waldhof Mannheim (3L)      | 2–1          | Astoria Walldorf (RL)    |
| Copa de Baviera (temporada 2020-21)                                                            | 27 de junio de 2021 | Illertissen        | Illertissen (RL)           | 0–0 (7–8 p.) | Türkgücü Múnich (3L)     |
| Copa de Berlín (temporada 2020-21) (fase final 2020-21)                                        | 29 de mayo de 2021  | Berlín             | Dinamo Berlín (RL)         | 2–1          | BAK 07 (RL)              |
| Copa de Brandenburgo (temporada 2020-21)                                                       | 29 de mayo de 2021  | Luckenwalde        | Unión Fürstenwalde (RL)    | 0–2          | Babelsberg (RL)          |
| Copa de Bremen (temporada 2020-21)                                                             | 30 de junio de 2021 | Bremen             | Brinkumer (OL)             | 1–2          | Bremer (OL)              |
| Copa de Hamburgo (temporada 2020-21)                                                           | 26 de junio de 2021 | Hamburgo           | Eintracht Norderstedt (RL) | 1–0          | Teutonia Ottensen (RL)   |
| Copa de Hesse (temporada 2020-21)                                                              | 29 de mayo de 2021  | Haiger             | Steinbach (RL)             | 0–3          | Wehen Wiesbaden (3L)     |
| Copa de Baja Renania (temporada 2020-21) (fase final 2020-21)                                  | 29 de mayo de 2021  | Duisburgo          | Wuppertaler (RL)           | 2–1          | Straelen (RL)            |
| Copa de Baja Sajonia (temporada 2020-21 (3. Liga/Regionalliga)) (temporada 2020-21 (amateurs)) | 29 de mayo de 2021  | Hannover           | Drochtersen/Assel (RL)     | 2–2 (3–4 p.) | Meppen (3L)              |
| Copa de Baja Sajonia (temporada 2020-21 (3. Liga/Regionalliga)) (temporada 2020-21 (amateurs)) | Cancelado           |                    |                            |              |                          |
| Copa de Mecklemburgo-Pomerania (temporada 2020-21)                                             | Cancelado           | Cancelado          | Cancelado                  | Cancelado    | Cancelado                |
| Copa de Renania Media (temporada 2020-21)                                                      | 29 de mayo de 2021  | Bonn               | Viktoria Colonia (3L)      | 2–0          | Alemannia Aquisgrán (RL) |
| Copa de Renania (temporada 2020-21)                                                            | 29 de mayo de 2021  | Coblenza           | Rot-Weiß Koblenza (RL)     | 6–1          | Linz (BL)                |
| Copa de Renania (temporada 2020-21)                                                            | 24 de julio de 2021 |                    |                            | –            |                          |
| Copa de Sarre (temporada 2020-21) (fase final 2020-21)                                         | 29 de mayo de 2021  | Spiesen-Elversberg | Elversberg (RL)            | 1–0          | Saarbrücken (3L)         |
| Copa de Sajonia (temporada 2020-21)                                                            | 29 de mayo de 2021  | Leipzig            | Chemnitzer (RL)            | 0–1 (t. s.)  | Lokomotive Leipzig (RL)  |
| Copa de Sajonia-Anhalt (temporada 2020-21)                                                     | 29 de mayo de 2021  | Halberstadt        | Hallescher (3L)            | 2–3          | Magdeburgo (3L)          |
| Copa de Schleswig-Holstein (temporada 2020-21)                                                 | 27 de junio de 2021 | Malente            | Phönix Lübeck (RL)         | 1–2 (t. s.)  | Weiche Flensburgo (RL)   |
| Copa de Baden del Sur (temporada 2020-21)                                                      | 27 de junio de 2021 | Friburgo           | Villingen (OL)             | 5–1          | Freiburger (OL)          |
| Copa del Suroeste (temporada 2020-21)                                                          | Cancelado           | Cancelado          | Cancelado                  | Cancelado    | Cancelado                |
| Copa de Turingia (temporada 2020-21)                                                           | 30 de junio de 2021 | Meuselwitz         | Carl Zeiss Jena (RL)       | 4–1 (t. s.)  | An der Fahner Höhe (OL)  |
| Copa de Westfalia (temporada 2020-21)                                                          | 29 de mayo de 2021  | Verl               | Sportfreunde Lotte (RL)    | 0–1          | Preußen Münster (RL)     |
| Copa de Wurtemberg (temporada 2020-21)                                                         | 29 de mayo de 2021  | Stuttgart          | Balingen (RL)              | 0–3          | Ulm (RL)                 |

| División de la temporada. | División de la temporada. |
| ------------------------- | ------------------------- |
| (3L)                      | 3. Liga                   |
| (RL)                      | Regionalliga (4. Liga)    |
| (OL)                      | Oberliga (5. Liga)        |
| (VL)                      | Verbandsliga (6. Liga)    |
| (BL)                      | Bezirksliga (7. Liga)     |